# Malouy
Malouy é uma comuna francesa na região administrativa da Normandia, no departamento de Eure. Estende-se por uma área de 3,13 km². Em 2010 a comuna tinha 161 habitantes (densidade: 51,4 hab./km²).